# Lophiaspis
Lophiaspis és un gènere extint de mamífers perissodàctils de la família dels lofiodòntids (o, segons altres classificacions, dels calicotèrids) que visqueren a l'Europa occidental durant l'Eocè, fa entre 33,9 i 55,8 milions d'anys. Se n'han trobat restes fòssils a Espanya (incloent-hi les conques d'Àger i Tremp, a Catalunya), França, Portugal i Suïssa. Les seves dents mancaven de mesostil. Eren més petits que Eolophiodon laboriense, un parent proper seu. El nom genèric Lophiaspis significa ‘escut crestat’.